# Thanh Thảo (ca sĩ)
Phạm Trịnh Phương Thảo (sinh 8 tháng 3 năm 1977) là một nữ ca sĩ người Việt Nam được khán giả biết đến với nghệ danh Thanh Thảo và biệt danh là "Búp bê". Nghệ danh "Thanh Thảo" do cô chọn để tránh không trùng với nghệ danh của ca sĩ Phương Thảo - Ngọc Lễ. Ngoài công việc của một ca sĩ, Thanh Thảo đã từng là chủ tịch Hội đồng quản trị sáng lập Music Box Entertainment với một số ca sĩ độc quyền như: Từ Minh Hy, Ngô Kiến Huy, Ngân Khánh, Nam Cường,..
Tháng 4 năm 2011, Thanh Thảo đã thành lập 1 công ty mới mang tên Thanh Thảo Production.

## Gia đình
Thanh Thảo sinh 8 tháng 3 năm 1977 tại Thành phố Hồ Chí Minh trong một gia đình nghèo, cô có cộ họ xa với ca sĩ Minh Quân. Theo học cấp 3 tại trường Phổ thông trung học Hùng Vương tại Quận 5, Thanh Thảo bộc lộ năng khiếu ca hát của mình qua các hoạt động Đoàn.
Thanh Thảo được cho là có quan hệ tình cảm với Đức Trí, ca sĩ Quang Dũng và từng đính hôn với Roderick Haire - Tổng giám đốc AIA Việt Nam. Hiện nay, Thanh Thảo đã lập gia đình với doanh nhân Tom Han với 2 đứa con: 1 con trai nuôi tên là Jacky (con trai của em gái ruột Thụy Anh với Ngô Kiến Huy) và 1 con gái tên là Talia.

## Sự nghiệp

### Khởi đầu
Ngay từ nhỏ, Thanh Thảo đã có mơ ước được đứng hát trên sân khấu, cô nhận được sự hỗ trợ từ nhạc sĩ Đức Trí, và sau đó là Phương Uyên, Lê Quang và Nguyễn Hà,Lam Trường.
Năm 1998, Thanh Thảo bắt đầu được biết đến khi đầu quân về Trung tâm băng nhạc Rạng Đông qua sự giới thiệu của ca sĩ Ngọc Sơn. Cô từng song ca với nam ca sĩ Nhật Hào ca khúc "Sao em làm ngơ" và "Tình nồng". Tuy nhiên phải đến khi Thanh Thảo thể hiện ca khúc "Ôi tình yêu" và nhiều ca khúc khác được viết lại lời Việt từ nguyên bản tiếng Thái của bộ đôi nhóm nhạc chị em người Thái gốc Hoa China Dolls, tên tuổi của cô mới được nâng lên một vị trí mới. Liên tiếp sau đó, Thanh Thảo tiếp tục thành công với những ca khúc như "O.K Mình chia tay" được viết lại lời Việt từ nguyên bản tiếng Thái ca khúc "O. K Na Ka" của Katreeya English, "Khóc cho yêu thương" được viết lại lời Việt từ nguyên bản tiếng Hàn "Run to you" của DJ Doc, Thiên thần bóng đêm viết lại lời Việt từ nguyên bản tiếng Anh Heaven của Groove Coverage.
Ngày 8 tháng 3 năm 2003, Thanh Thảo tổ chức liveshow dành cho thiếu nhi mang tên Nụ cười tuổi thơ tại Nhà hát Hoà Bình với sự tham gia của bé Xuân Mai, Quang Dũng, Lâm Chí Khanh, MC Thanh Bạch và nhóm thiếu nhi Đội Sơn ca Nhà thiếu nhi quận 1. Sau đó CD và VCD thu trực tiếp từ liveshow được phát hành trong dịp 1 tháng 6 cùng năm.

### Thương hiệu "Búp bê"
Năm 2002 đánh dấu chặng đường mới của Thanh Thảo với album Búp bê đẹp xinh với ca khúc chủ đề là một sáng tác của Phương Uyên. Không chỉ phát huy được thế mạnh của mình trong dòng nhạc dance, sự thành công của album còn thể hiện với việc khai sinh cho Thanh Thảo hình ảnh mới với thương hiệu "Búp bê". Liên tiếp nhiều năm sau đó là những ca khúc có cùng chủ đề: "Búp bê biết yêu", "Búp bê không tình yêu", "Búp bê happy", "Búp bê con trai" và "Búp bê buồn".

### Music Box
Tháng 7 năm 2007, cùng với cựu người mẫu, tuyển thủ quốc gia cầu mây Thúy Vinh, Thanh Thảo thành lập công ty tổ chức biểu diễn, đào tạo ca sĩ mang tên Music Box. Với một số ca sĩ xuất thân từ đây như: Từ Minh Hy, Ngô Kiến Huy, Ngân Khánh và Nam Cường.

## Tác phẩm

### Phim
- Võ Lâm Truyền Kỳ (vai Nga - bang chủ Nga My) (2007)
- Thứ ba học trò (vai Vân Hà) (2009)

## Các tiết mục trình diễn trên sân khấu hải ngoại

### Trung tâm Thúy Nga
| Năm  | Chương trình           | Tên bài hát                            | Thể hiện với                                         |
| ---- | ---------------------- | -------------------------------------- | ---------------------------------------------------- |
| 2020 | Thúy Nga Music Box #16 | Chuyện Thường Tình Thế Thôi (Lê Quang) | Solo                                                 |
| 2020 | Thúy Nga Music Box #16 | Trái Tim Lỡ Lầm (Lê Quang)             | Solo                                                 |
| 2020 | Thúy Nga Music Box #16 | Một Tình Yêu Vội Vàng (Lê Quang)       | Bằng Kiều                                            |
| 2020 | Thúy Nga Music Box #16 | Đi Về Nơi Xa (Lê Quang)                | Bằng Kiều, Quang Dũng, Đan Trường, Cam Thơ, Lê Quang |

| Năm  | Chương trình                                  | Tên bài hát                      | Thể hiện với |
| ---- | --------------------------------------------- | -------------------------------- | ------------ |
| 2021 | Le Gala Du Coeur - Gửi Tình Thương Về Sài Gòn | Cố Quên Được Đâu (Đức Trí)       | solo         |
| 2021 | Le Gala Du Coeur - Gửi Tình Thương Về Sài Gòn | Cánh Hồng Phai (Dương Khắc Linh) | solo         |

| Năm  | Chương trình                                     | Tên bài hát                 | Thể hiện với |
| ---- | ------------------------------------------------ | --------------------------- | ------------ |
| 2020 | Lễ Giỗ Tổ Ngành Nghề Sân Khấu 2020 9Vietface TV) | Vị Ngọt Đôi Môi (Lê Hựu Hà) | Solo         |

## Scandal

### Mâu thuẫn với Hiền Thục
Vào năm 2006, quản lý của Hiền Thục khi ấy là Trịnh Tú Trung đã quy kết Thanh Thảo chèn ép Hiền Thục trong khoảng thời gian trở lại với sân khấu sau khi sinh bằng việc mua độc quyền liên tục hai ca khúc "Cô đơn mình em" và "Khúc tình sầu" trong khi Hiền Thục đã ghi âm và chuẩn bị phát hành. Việc làm này được Tú Trung cho rằng đã đẩy Hiền Thục vào hoàn cảnh rất khó khăn khi cạn kiệt về tài chính.
Tuy nhiên, trong phản hồi duy nhất của Thanh Thảo về vấn đề này, cô đã phủ nhận lời cáo buộc. Theo đó, Thanh Thảo cho rằng việc đúng hay sai nên được Phương Uyên - tác giả của ca khúc trình bày. Việc ca khúc "Cô đơn mình em" được Hiền Thục công bố trước cũng đã gây nhiều thiệt hại nhưng Thanh Thảo không truy cứu. Thanh Thảo cũng khẳng định khi những ca sĩ khác muốn dùng ca khúc này để biểu diễn chỉ cần nói qua với cô là được, riêng Hiền Thục thì không hề xin phép.
Năm 2009, Hiền Thục xuất hiện trong liveshow của Hàn Thái Tú, chương trình do công ty Music Box thực hiện. Tuy vậy mối quan hệ giữa hai người vẫn được cho là lạnh nhạt. Năm 2011, Thanh Thảo mời Hiền Thục tham gia chương trình Ngàn sao hội tụ do Thanh Thảo giữ vai trò nhà sản xuất và mối quan hệ trên được xác định đã cải thiện.

### Hăm dọa và chèn ép Trương Quỳnh Anh
Trương Quỳnh Anh là một nữ ca sĩ kiêm diễn viên từng theo học tại công ty Music Box.Vì nhiều điều bất đồng trong việc ký kết hợp đồng giữa gia đình và công ty nên không lâu sau đó Trương Quỳnh Anh rời khỏi đây. Cô tiếp tục sự nghiệp riêng với sự hỗ trợ của nhạc sĩ Vũ Quốc Bình trong mảng ca hát. Thời điểm này Trương Quỳnh Anh đã mang bài hát Đơn côi đi biểu diễn nhiều nơi trong khi ca khúc này cũng đang được Thanh Thảo biên tập đưa vào album riêng của cô em gái Thụy Anh. Trong tình hình này, gia đình Trương Quỳnh Anh công bố một đoạn băng ghi âm qua điện thoại với nội dung là Thanh Thảo hăm dọa gia đình. Thanh Thảo đã có lời xin lỗi chính thức trên báo chí với những lời nói được cho là khá thẳng thắn và có phần bộc phát trong cơn nóng nảy. Tuy nhiên Thanh Thảo cũng cho rằng phía Trương Quỳnh Anh đã có ý đồ không tốt khi chủ ý ghi âm cuộc trò chuyện.
Một thời gian ngắn sau đó, phía Trương Quỳnh Anh lại tiếp tục tố giác trên báo chí là Thanh Thảo có hành động chèn ép loại Trương Quỳnh Anh ra khỏi một vai diễn và một chương trình ca nhạc. Tuy nhiên các bên liên quan đến các dự án này như Hoàng Tuấn (quản lý của Đan Trường) và giám đốc công ty Nhạc Xanh đều lên tiếng cho rằng sự việc không liên quan đến Thanh Thảo. Riêng Thanh Thảo một mặt tái khẳng định điều này, mặt khác mạnh mẽ yêu cầu Trương Quỳnh Anh chấm dứt việc mượn danh Thanh Thảo tạo scandal hòng nổi tiếng.